# 安金冈
安金冈（Anjangaon）是印度马哈拉施特拉邦Amravati县的一个城镇。总人口為51,163人（2001年）。

## 人口
该地2001年总人口51163人，其中男性26553人，女性24610人；0—6岁人口7467人，其中男3896人，女3571人；识字率73.45%，其中男性为76.59%，女性为70.06%。